# Onafhankelijke Vakbond voor Spoorwegpersoneel
De Onafhankelijke Vakbond voor Spoorwegpersoneel (OVS), in het Frans Syndicat Independant pour Cheminots (SIC) is een Belgische vakcentrale die aangesloten is bij de Nationale Unie der Onafhankelijke Syndicaten (NUOS).  De hoofdzetel is gelegen te Brussel.